# قبيلة الدباسين
الدباسيين هي مجموعة عرقية من أكثر من 50000 شخص في السودان. هذه المجموعة العرقية تتحدث اللغة العربية السودانية . إنهم جزء من الكتلة العربية السودانية. الدين الأساسي الذي يعتنقونه الدباسيين هو الإسلام.

## روابط خارجية
- مجموعات الناس على هذا الشعب